# 白河拡幅
白河拡幅（しらかわかくふく）は、福島県西白河郡西郷村から白河市に至る国道4号の改良事業の一つである。

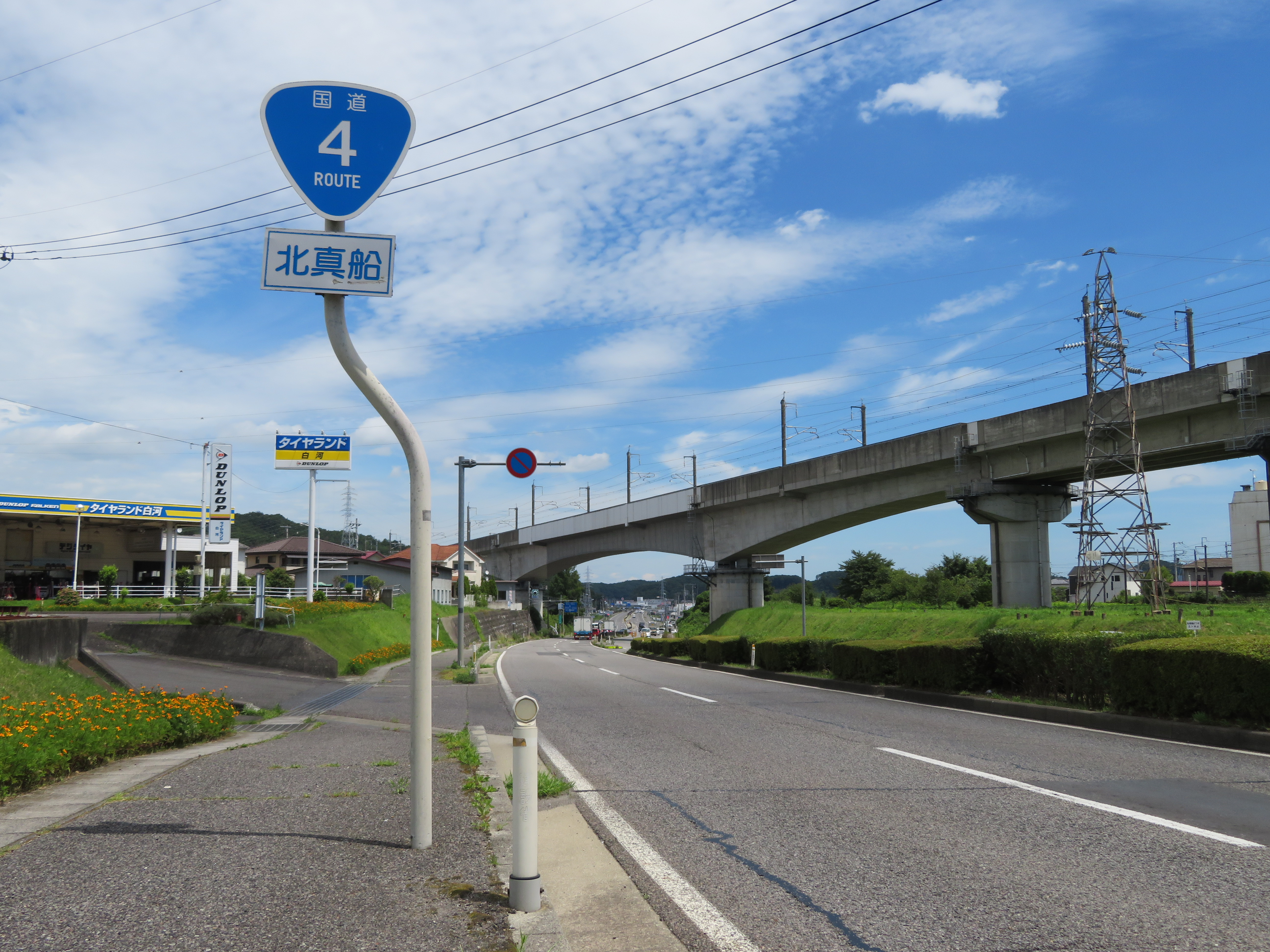
福島県白河市北真船付近

## 概要
- 起点 - 西白河郡西郷村小田倉字原中（東北自動車道白河インターチェンジ）
- 終点 - 白河市薄葉（薄葉交差点（国道294号交点））
- 全長 - 5.2km
- 幅員 - 4×3.5（30.0）m

明治時代に国道4号として指定された原方街道・陸羽街道のうち、城下町特有の枡形が残され線形の悪かった白河市街地区間をバイパスするために1961年頃に開通した二次改良区間の拡幅事業である。1973年度に起点から米村道北交差点までの3.2kmが事業化され1985年度に工事着手、2000年度に米村道北交差点から終点までの2.0kmの事業延伸が行われ、2015年12月17日に全線が4車線供用された。当区間の拡幅により慢性的な渋滞の解消と東北自動車道白河インターチェンジ、白河中央スマートインターチェンジとのアクセス向上による工業団地の利便性強化による企業進出など産業面での発展、白河厚生病院、白河病院への救急搬送時間の短縮が期待されている。

## 沿革
- 1973年度 - 起点から米村道北交差点までの全長3.2kmの拡幅事業が事業化。
- 1974年度 - 用地着手。
- 1985年度 - 工事着手。
- 1987年度 - 西郷村小田倉字岩下（東北自動車道立体交差地点）から屋敷裏字東までの1.1kmが完成供用。
- 1988年度 - 西郷村屋敷裏字東から白河市新白河5丁目までの0.3kmが完成供用。
- 1989年度 - 白河市新白河5丁目から立石（国道289号立体交差地点）までの0.7kmが完成供用。
- 1992年度 - 白河市立石から米村道北（米村道北交差点）までの0.46kmが完成供用。
- 1997年度 - 西郷村小田倉字前山から小田倉字岩下（東北自動車道立体交差地点）までの0.3kmが完成供用。
- 1999年度
  - 当路線を含む白河市の都市計画決定。
  - 起点から西郷村小田倉字前山までの0.4kmが完成供用。事業開始当初の区間（第1工区）全線開通。
- 2000年度 - 米村道北交差点から薄葉交差点までの全長2.0kmが事業延伸。
- 2006年度 - 米村道北交差点から白河市五番町河原（白河橋西詰）までの1.8kmが完成供用。
- 2010年度 - 白河橋が隣接地に掛け替えられ上下対面通行で開通（現在の下り線）。
- 2013年度 - 白河橋上り線が竣工。橋梁部分を含む白河市五番町河原から六反山（白河病院前）までの1.3kmが完成供用。
- 2015年12月17日 - 白河市六反山から薄葉（薄葉交差点）までの0.3kmが完成供用。事業区間全線が開通。

## 道路施設
- 白河橋（阿武隈川）

## 接続路線・主要地点
西郷村
- 白河インターチェンジ（東北自動車道）
- 子安森交差点（JR新白河駅高原口へ接続する村道である。）

白河市
- 和尚壇交差点（国道289号。取付部を介しての立体交差である。）
- 米村道北交差点（福島県道37号白河羽鳥線）
- 薄葉交差点（国道294号会津若松方面。現在当交差点を終点とする国道294号白河バイパスが事業中であり、将来的に国道294号茨城方面が接続する予定。）